# Лозова (Румунія)
Лозова (рум. Lozova) — село у повіті Галац в Румунії. Входить до складу комуни Браніштя.
Село розташоване на відстані 176 км на північний схід від Бухареста, 16 км на захід від Галаца.

## Населення
За даними перепису населення 2002 року у селі проживали 12 осіб, усі — румуни. Усі жителі села рідною мовою назвали румунську.